# Renault Espace I
Renault Espace I (Typ J11) bezeichnet die erste Generation der Großraumlimousine Espace von Renault.

## Entwicklung
Der französische Autohersteller Matra entwickelte in den Jahren 1978 bis 1982 eine Großraumlimousine (Van) und brachte sie 1984 zusammen mit Renault als Renault Espace (= Raum) zur Serienreife.
Ursprünglich war das Fahrzeug für Talbot als Nachfolger des Ende 1983 eingestellten Talbot-Matra Rancho gedacht, einer zum PSA-Peugeot-Citroën-Konzern gehörenden Marke. PSA sah für das Modell jedoch keine Absatzmöglichkeiten, und zudem war der Fortbestand der Marke Talbot unsicher. Renault übernahm in der Folge das Konzept bzw. den fast fertigen Van und behielt den ursprünglichen Entwurf nahezu unverändert bei. Die Marktfähigkeit für diese Art von Automobil wurde anfangs oft in Frage gestellt, erwies sich im Nachhinein jedoch als kommerzieller Erfolg. Für das Design war Antonis Volanis verantwortlich.

## Innovation
Wegbereitend war nicht allein das Raumkonzept des Espace mit seinen sieben Sitzen, von denen fünf einzeln herausnehmbar waren, sodass sich der Kofferraum bis auf 3 Kubikmeter Laderaum erweitern ließ, sondern besonders der von dem im  Kunststoff-Karosseriebau erfahrenen Autohersteller Matra entwickelte mehrschichtige Polyesteraufbau.
Das Karosserieskelett des Espace, bestehend aus der aus Stahlblech-Pressteilen gefertigten Bodengruppe, der vorderen Spritzwand sowie Dachrahmen und -holmen, wird zunächst punktgeschweißt und anschließend als Fertigteil vollständig feuerverzinkt. Der fertig montierte Stahlaufbau wird dabei für eine Dauer von acht Minuten in ein Bad mit 350 Tonnen Zink getaucht, wobei sich auf dem Stahl eine 65 Mikrometer dünne Zinkschicht ergibt, pro Fahrzeug sind dies dann ca. 30 kg. Vorübergehend angebrachte Stahlklammern verhindern dabei Verformungen als Folge der Erwärmung.
Das Feuerverzinken dient beim Renault Espace nicht nur dem Korrosionsschutz. Das flüssige Zink dringt durch die Kapillarwirkung in Spalten und Ritzen ein und verlötet praktisch sämtliche Komponenten der Konstruktion zusätzlich zum Punktschweißen. Dadurch wird die Torsionssteifigkeit des Espace-Rahmens verbessert, und die Blechdicke konnte reduziert werden.
Anschließend wurden Verbundwerkstoff-Flächenteile an den Rahmen angebracht.
Hierdurch konnte die Fahrzeugmasse des 4,25 Meter langen Espace von 1200 kg auf dem Niveau eines Mittelklasse-Pkw gehalten werden.
Die im Verhältnis zur Größe des Fahrzeugs geringe Fahrzeugmasse erlaubte bei einer Motorisierung durch einen Ottomotor mit zwei Liter Hubraum und einer Maximalleistung von 81 kW (110 PS) gute Beschleunigungswerte. Durch die bei Modellvorstellung mit 58° noch unüblich stark geneigte Frontscheibe wurde der günstige Luftwiderstandsbeiwert mit 0,32 ermöglicht. So wurde mit dem Zweiliter-Ottomotor mit 81 kW (110 PS) eine Höchstgeschwindigkeit von über 175 km/h erreicht, bei moderaten Verbräuchen in der Ausstattung 2000GTS nach DIN 70300 von 6,8 Liter je 100 km bei 90 km/h, 9,4 Liter je 100 km bei 120 km/h und 10,8 Liter je 100 km Superkraftstoff im Stadtverkehr.

## Modellgeschichte
Die von März 1984 bis Dezember 1990 erste erhältliche Generation des Espace wurde intern als Typ J11 bezeichnet. Er brachte es nach schleppendem Anfang auf 191.674 Zulassungen.
Anfang 1988 wurde die Frontpartie verändert, das Heck verlängert (90 mm) und eine Version mit permanentem Allradantrieb eingeführt, deren Kardanwelle für den Antrieb der Hinterräder aus Verbundmaterial (75 % Kohlenstofffaser mit 25 % Epoxidharz) bestand, Gewicht 800 Gramm bei einer Länge von 1,6 Metern. Die Drehmomentverteilung erfolgte über eine Viscokupplung vor der Hinterachse. Diese Kupplung kann im Bereich von 10 % bis 90 % vorn bzw. hinten die Last variieren, die Ansprechzeit der Kupplung beträgt nur 1/4 bis 1/2 Radumdrehung. Die Hinterachse folgt der De-Dion-Bauweise mit Sperrdifferential.
Die Auslegung des Innenraums wurde überarbeitet, Vordersitze konnten schon zuvor um 180 Grad gedreht werden, für die hinteren Sitze gab es ein neues Raster mit der Folge von erweiterter Beinfreiheit in der 2. und 3. Sitzreihe. Die Lehnen der 2. Reihe waren zusammenlegbar, so dass sich eine ebene Fläche (Tisch) herstellen ließ. Die maximale Länge der Ladefläche betrug nun 2,04 Meter, der Stauraum 3,06 Kubikmeter.
Zum Stichtag 1. Januar 2022 waren in Deutschland laut KBA noch 111 Renault Espace der ersten Generation angemeldet.

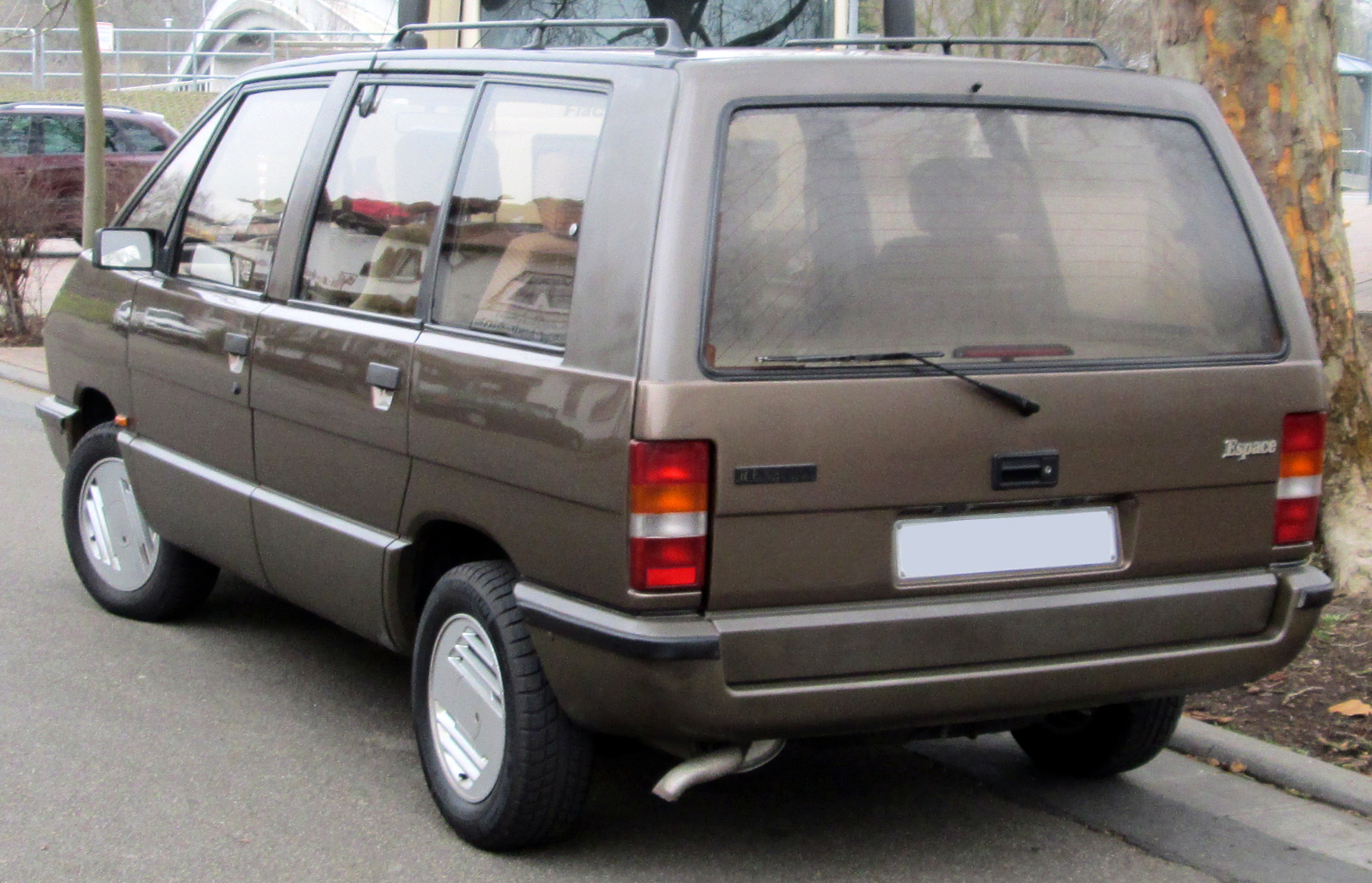
Heckansicht
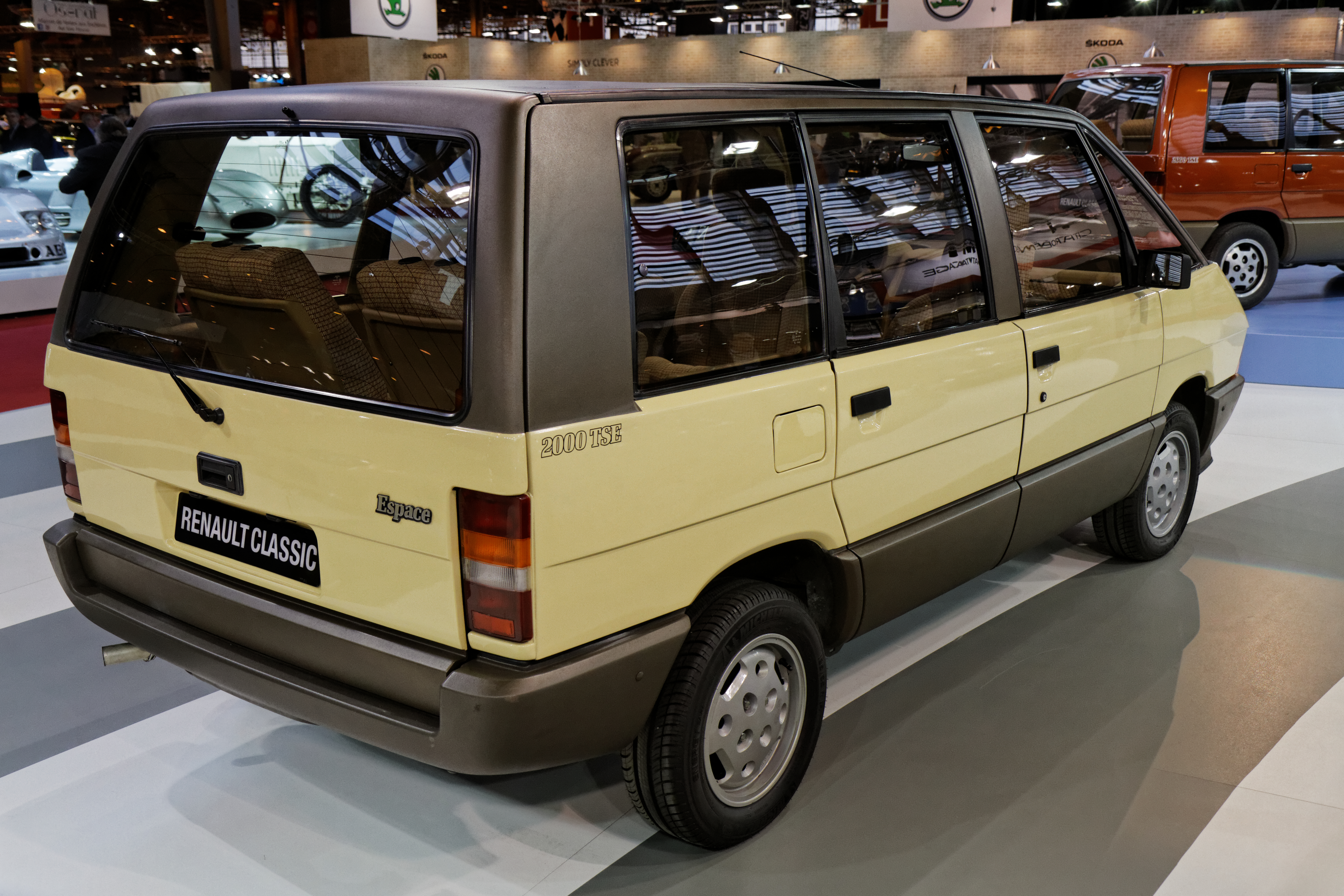
Renault Espace 2000 TSE (1987)
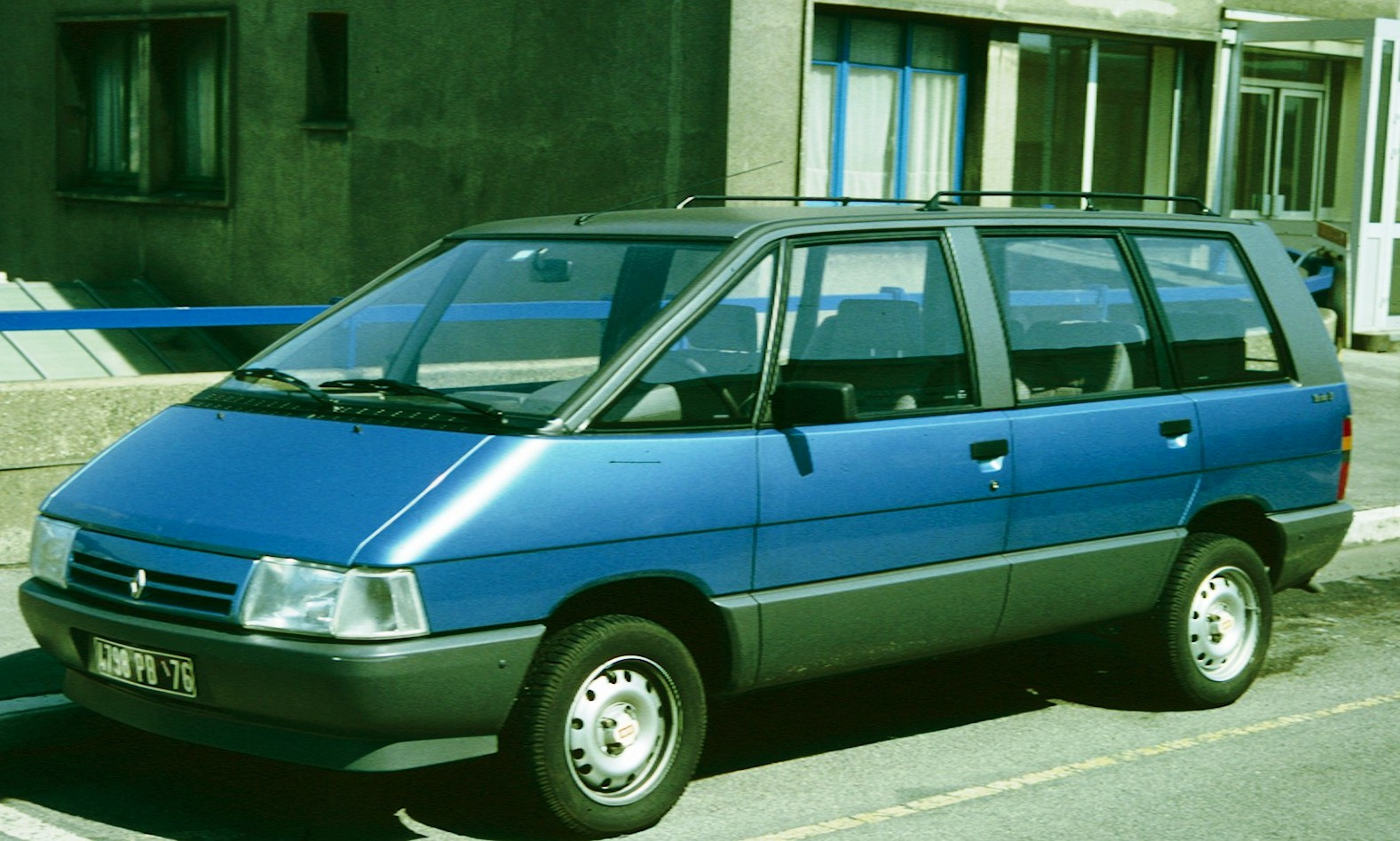
Renault Espace (1988–1990)

## Technische Daten
| [ 7 ]                                       | 2,0                   | 2,0                   | 2,0                    | 2,2                    | 2,1 dT                     |
| Bauzeitraum                                 | 03/1984–12/1990       | 01/1988–12/1990       | 03/1988–12/1990        | 07/1986–12/1990        | 10/1984–12/1990            |
| Motorkenndaten                              |                       |                       |                        |                        |                            |
| Motorkennung                                | J6R 234/236           | J6R 734               | J7R 760                | J7T 770                | J8S 240/774                |
| Motortyp                                    | R4-Ottomotor          | R4-Ottomotor          | R4-Ottomotor           | R4-Ottomotor           | R4-Dieselmotor             |
| Anzahl Ventile pro Zylinder                 | 2                     | 2                     | 2                      | 2                      | 2                          |
| Ventilsteuerung                             | OHC, Zahnriemen       | OHC, Zahnriemen       | OHC, Zahnriemen        | OHC, Zahnriemen        | OHC, Zahnriemen            |
| Gemischaufbereitung                         | Vergaser              | Vergaser              | Saugrohreinspritzung   | Saugrohreinspritzung   | Vorkammer- einspritzung    |
| Motoraufladung                              | –                     | –                     | –                      | –                      | Turbolader, Ladeluftkühler |
| Kühlung                                     | Wasserkühlung         | Wasserkühlung         | Wasserkühlung          | Wasserkühlung          | Wasserkühlung              |
| Bohrung × Hub                               | 88,0 mm × 82,0 mm     | 88,0 mm × 82,0 mm     | 88,0 mm × 82,0 mm      | 88,0 mm × 89,0 mm      | 86,0 mm × 89,0 mm          |
| Hubraum                                     | 1995 cm³              | 1995 cm³              | 1995 cm³               | 2165 cm³               | 2068 cm³                   |
| Verdichtungsverhältnis                      | 9,2:1                 | 9,2:1                 | 10,0:1                 | 9,2:1                  | 21,5:1                     |
| max. Leistung bei 1/min                     | 81 kW (110 PS) /5500  | 74 kW (101 PS) /5500  | 88 kW (120 PS) /5500   | 81 kW (110 PS) /5000   | 65 kW (88 PS) /4250        |
| max. Drehmoment bei 1/min                   | 160 Nm /3000          | 158 Nm /3000          | 164 Nm /4500           | 170 Nm /3500           | 181 Nm /2000               |
| Kraftübertragung                            |                       |                       |                        |                        |                            |
| Antrieb, serienmäßig                        | Vorderradantrieb      | Vorderradantrieb      | Vorderradantrieb       | Vorderradantrieb       | Vorderradantrieb           |
| Antrieb, optional                           | –                     | –                     | Allradantrieb (Quadra) | Allradantrieb (Quadra) | –                          |
| Getriebe                                    | 5-Gang-Schaltgetriebe | 5-Gang-Schaltgetriebe | 5-Gang-Schaltgetriebe  | 5-Gang-Schaltgetriebe  | 5-Gang-Schaltgetriebe      |
| Messwerte                                   |                       |                       |                        |                        |                            |
| Höchstgeschwindigkeit                       | 175 km/h              | 170 km/h              | 178 km/h [175 km/h]    | 175 km/h [170 km/h]    | 165 km/h                   |
| Beschleunigung, 0–100 km/h                  | 11,9 s                | 12,6 s                | 11,5 s [11,4 s]        | 10,0 s [11,1 s]        | 13,3 s                     |
| Kraftstoffverbrauch auf 100 km (kombiniert) | 9,0 l S               | 8,5 l S               | 8,9 l S [9,7 l S]      | 9,5 l S [10,3 l S]     | 6,8 l D                    |

1. ↑  Werte in eckigen Klammern („[ ]“) für Allradantrieb.

- Die Verfügbarkeit der Motoren war von Modell, Ausstattung und Markt abhängig.